# L'Italia Musicale
L'Italia Musicale - Giornale Artistico Letterario è stato un periodico edito e diretto da Francesco Lucca, presso il suo stabilimento di calcografia, tipografia e copisteria musicale.
Le prime pubblicazioni avvengono nel 1847; per un anno il giornale scrive di musica e teatro. Nel 1849 la rivista rinasce con un nuovo titolo, Italia Libera, occupandosi principalmente di politica. A giugno dello stesso anno la rivista cessa le pubblicazioni, per riprendere nel 1850 e fino al 1859.

## Storia

### Fondazione

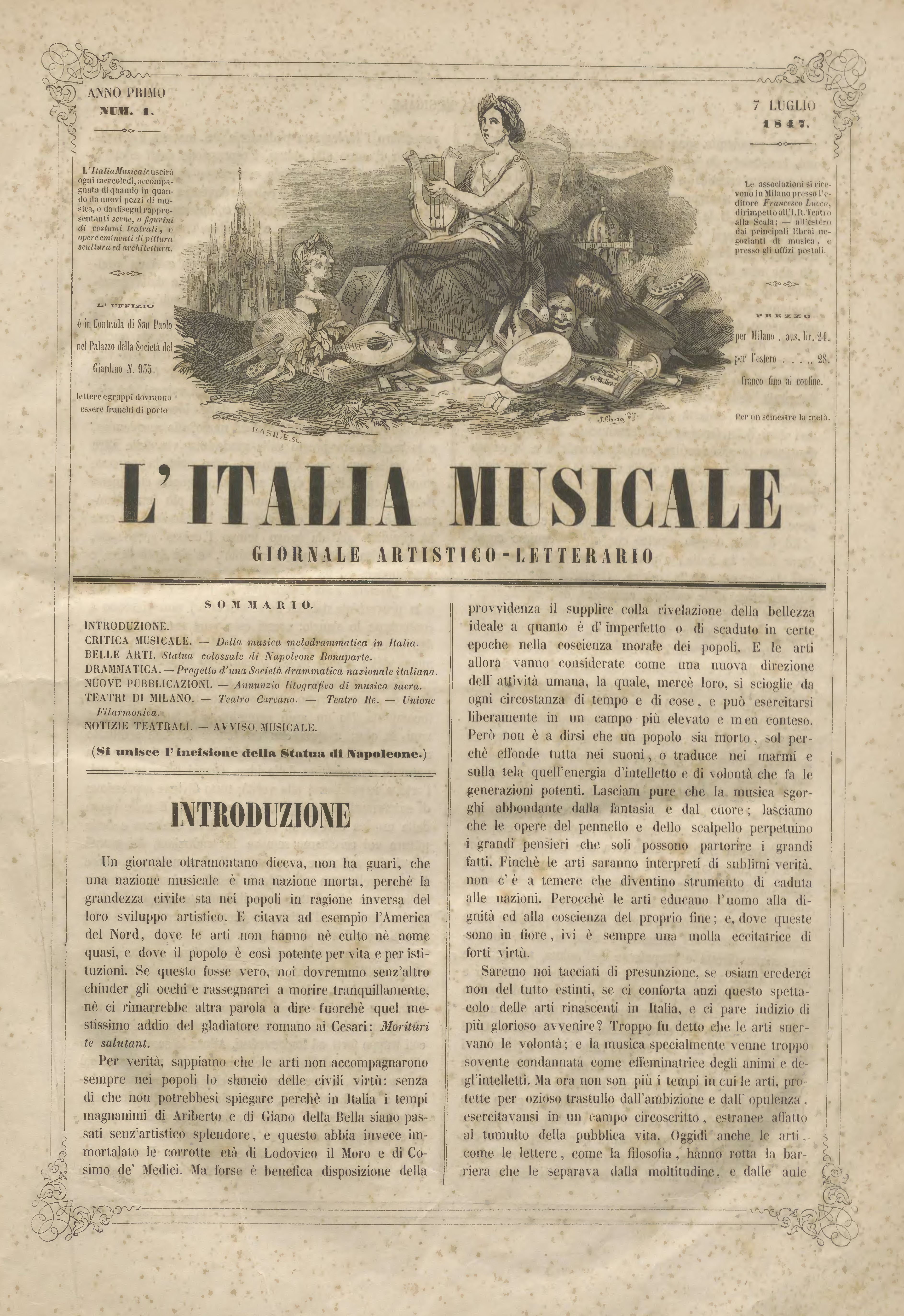
Primo numero de L'Italia Musicale, 1847

Nel 1847 l'editore Francesco Lucca unisce la musica a tutte le altre arti nel periodico: l'Italia Musicale (Giornale Artistico Letterario). Il giornale usciva settimanalmente, ogni mercoledì, con un numero di otto pagine intrise di tematiche soprattutto musicali e teatrali, a volte accompagnate da spartiti musicali o figurini. I contenuti ricordano la Gazzetta Musicale di Milano, periodico di Casa Ricordi, nota infatti la rivalità tra le due case editrici; tuttavia, l'Italia Musicale dà più attenzione alle corrispondenze teatrali e alle opere edite dallo stabilimento Lucca. 

### Passaggio alla politica
In seguito agli avvenimenti politici predominanti nel paese in quell'epoca e in particolare all'insurrezione milanese contro l'Austria, nel 1848 la rivista cambia titolo e tema, diventando un giornale prettamente politico dal nome, Italia Libera – Giornale Politico-Artistico-Letterario. A giugno dello stesso anno a causa del ritorno degli austriaci a Milano le pubblicazioni vengono interrotte fino al 1850.

### Ripresa delle pubblicazioni
Nel 1850 il giornale riprende le sue pubblicazioni, con una novità, non più settimanale, ma bisettimanale in uscita il mercoledì e il sabato, ripristinando anche il suo titolo originale, L'Italia Musicale, dal sottotitolo Giornale dei teatri, di letteratura, belle arti e varietà. 
A seguito dello scoppio della seconda guerra d'indipendenza italiana, nel 1859, il periodico cessa improvvisamente e definitivamente le pubblicazioni.

## Struttura
Nelle prime pagine della rivista si prevedono uno o più articoli di apertura, con precedenza a quelli dedicati alle belle arti. Il restante settore della rivista è riservato alle "Notizie teatrali", attraverso corrispondenze o articoli. 
Dal 1850 il giornale assume una struttura più stabile e definitiva, distinguibile in cinque parti essenziali:
- Articoli di apertura contenenti saggi critici, recensioni o corrispondenze.
- La rubrica Teatri e notizie diverse, parte storicamente più rilevante.
- La rubrica delle Scritture Recenti e degli Artisti disponibili, con informazioni utili sulla carriera di gruppi, artisti e ballerini.
- La rubrica Miscellanea con aneddoti, curiosità, annunci e accadimenti riguardante il mondo artistico.
- La pubblicità riguardante le recenti pubblicazioni dello Stabilimento musicale di Francesco Lucca.

## Contenuti
L'obbiettivo principale della rivista è quello di esporre i principali sviluppi della cultura musicale in Europa, come l'affermazione di autori emergenti, riforme drammaturgiche, le tematiche del teatro drammatico e della letteratura italiana. Proposte anche la funzione della critica musicale e gli sviluppi del tema dei diritti d'autore, e molti altri argomenti di natura artistica, letteraria e sociale. 

## Collaboratori e corrispondenti
Tra i principali collaboratori e corrispondenti:
- Carlo Gaetano Antonini
- Francesco Dall'Òngaro
- Antonio Ghislanzoni
- Giuseppe Rovani
- Lauro Rossi
- Salvatore Ruffini
- Giacomo Sacchèro
- Emilio Treves
- Geremia Vitali
- Carlo Lorenzini
- Augusto Miroletti
- Giovanni Bardella
- Raffaele Co lucci
- Michele Ruta
- Carlo Bottura
- Carlo Andrea Gambin
- Francesco Savio
- Giuseppe Torre
- Abramo Basevi
- Girolamo Alessandro Biaggi
- Alberto Mazzucato
- Ermanno Picchi
- Luigi Picchianti
- Pietro Raffaelli
- Felice Romani
- Giuseppe Rovani
- Pasquale Trisolini